# 앨러게니산맥

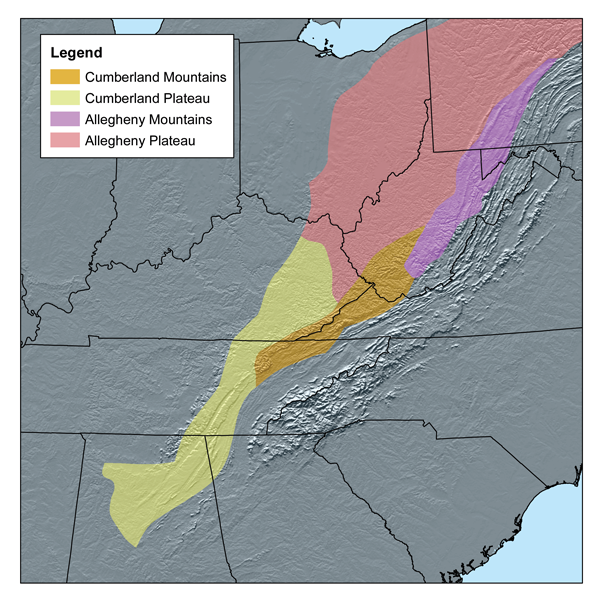

앨러게니산맥(Allegheny Mountains)은 미국과 캐나다의 동부로 이어지는 장대한 애팔래치아산맥의 일부 (북동부)를 이루는 산맥이다. 북동쪽에서 남서쪽으로 향하고 있어 펜실베이니아주 북중부에서 메릴랜드주 서부와 웨스트버지니아주 동부를 지나 웨스트버지니아주 남서부까지 총 길이는 약 640km(400마일)이다.